# FIVB World Tour 1994/95 der Frauen
Die FIVB World Tour 1994/95 der Frauen bestand aus fünf Beachvolleyball-Veranstaltungen. Hinzu kamen die Goodwill Games in Sankt Petersburg. Gastgeberländer waren Japan und Puerto Rico sowie Brasilien mit zwei Turnieren und Chile. Tour Champions wurden Mônica Rodrigues und Adriana Samuel.

## Turniere

### Goodwill Games inSankt Petersburg(23. bis 28. Juli 1994)
| Platz | Team                                 |
| ----- | ------------------------------------ |
| 1     | Liz Masakayan / Karolyn Kirby        |
| 2     | Mônica Rodrigues / Adriana Samuel    |
| 3     | Lori Forsythe / Barbra Fontana       |
| 4     | Roseli Timm / Isabel Salgado         |
| 5     | Natalie Cook / Anita Spring          |
| 6     | Sachiko Fujita / Yukiko Takahashi    |
| 7     | Natalja Beloussowa / Marija Kopylowa |
| 8     | Simone Kooy / Claire Paterson        |

### Osaka(4. bis 7. August 1994)
| Platz | Team                                     |
| ----- | ---------------------------------------- |
| 1     | Barbra Fontana / Lori Forsythe           |
| 2     | Roseli Timm / Isabel Salgado             |
| 3     | Karolyn Kirby / Liz Masakayan            |
| 4     | Sachiko Fujita / Yukiko Takahashi        |
| 5     | Adriana Behar / Magda Lima               |
| 6     | Nat Cook / Anita Spring                  |
| 7     | Mônica Rodrigues / Adriana Samuel Ramos  |
| 8     | Maria "Chio" Montes / Paula Soto Eguiluz |

Zum ersten Mal fand ein Frauenturnier der Weltserie in Japan statt und ebenfalls zum ersten Mal waren 18 Teams am Start, darunter auch das deutsche Paar Cordula Borger und Beate Paetow, das allerdings über den geteilten 17. Platz nicht hinauskam. Dabei waren außerdem je drei brasilianische und japanische Duos sowie je zwei US-amerikanische, australische und niederländische Paare. Das Teilnehmerfeld vervollständigten Mexiko, Kanada, Neuseeland, Indonesien und das Vereinigte Königreich. Barbara Fontana und Lori Forsythe aus den Vereinigten Staaten erhielten als Sieger je 5.500 Dollar Preisgeld, den zweiten Platz belegten die Brasilianerinnen Isabel Barroso Salgado und Roseli Timm vor Karolin Kirby und Liz Masakayan. Vierte wurden Sachiko Fujita und Yukiko Takahashi als bestes Team aus dem Gastgeberland. Das Gesamtpreisgeld betrug wie schon in den Turnieren zuvor 50.000 US-Dollar.

### Carolina Beach(19. bis 21. August 1994)
| Platz | Team                                     |
| ----- | ---------------------------------------- |
| 1     | Gail Castro / Elaine Roque               |
| 2     | Mônica Rodrigues / Adriana Samuel Ramos  |
| 3     | Roseli Timm / Isabel Salgado             |
| 4     | Adriana Behar / Magda Lima               |
| 5     | Annette Huygens Tholen / Kerri Pottharst |
| 6     | Nat Cook / Anita Spring                  |
| 7     | Cordula Borger / Beate Paetow            |
| 8     | Yukiko Ishizaka / Teruko Nakano          |

Beim ersten FIVB Beachturnier in Puerto Rico starteten 19 Paare. Fünf der sechs Teams aus dem Gastgeberland belegten die letzten Plätze, nur Moncha Cruz und Xiomara Molero konnten das chilenische und das niederländische Paar hinter sich lassen und erreichten gemeinsam mit dem kanadischen, dem italienischen und mit einem japanischen Duo den neunten Rang. Die Goldmedaille sicherten sich die US-Amerikanerinnen Gail Castro Kehl und Elaine Roque vor drei brasilianischen Teams. Mônica/Samuel errangen die Silbermedaille, Roseli und Isabel erreichten den Bronzerang, mit dem vierten Platz begnügen mussten sich Adriana Behar und Magda Lima. Deutlich besser als in Osaka lief es für das deutsche Paar. Hinter den beiden australischen Paaren Huygens Tholen/Pottharst und Cook/Spring sicherten sich Borger/Paetow den siebten Platz vor den Japanerinnen Ishizaka/Nakano

### Santos(17. bis 20. November 1994)
| Platz | Team                                    |
| ----- | --------------------------------------- |
| 1     | Mônica Rodrigues / Adriana Samuel Ramos |
| 2     | Karolyn Kirby / Liz Masakayan           |
| 3     | Roseli Timm / Isabel Salgado            |
| 4     | Barbra Fontana / Lori Forsythe          |
| 5     | Renata de Castro / Karina Lins e Silva  |
| 6     | Gail Castro / Deb Richardson            |
| 7     | Adriana Behar / Magda Lima              |
| 8     | Sachiko Fujita / Yukiko Takahashi       |

Einen neuen Teilnehmerrekord gab es bei den Brazil Open. Zum ersten Mal nahmen Beachpaare aus allen fünf Kontinenten teil an einem FIVB Turnier der Frauen. Mit fünf Teams aus dem Gastgeberland, je drei Teams aus den Vereinigten Staaten und aus Mexiko, zwei Teams aus Chile und je einem Team aus Kanada, Kuba, Peru und Bolivien kamen mehr als die Hälfte der Teilnehmer aus Nord, Mittel- und Südamerika. Europa war vertreten durch zwei italienische Teams, die Niederlande, das Vereinigte Königreich, Schweden, die Tschechoslowakei und zum dritten Mal in diesem Jahr durch Cordula Borger und Beate Paetow. Drei australische und ein neuseeländisches Paar sowie je zwei japanische und südafrikanische Duos vervollständigten die Zahl von 32 teilnehmenden Paaren. Die Siegprämie von 11.000 US-Dollar sicherten die Brasilianerinnen Monica Rodrigues und Adriana Samuel vor Karolyn Kirby/Liz Masakayan und Isabel/Roseli. Den vierten Platz belegten Barbra Fontana/Lori Forsythe vor Renata de Castro und Karina Lins e Silva aus dem Gastgeberland, Sechste wurden Gail Castro Kehl/Deb Richardson. Die Deutschen konnten ihre Top-Ten-Platzierung aus Puerto Rico nicht wiederholen, sie wurden diesmal Achtzehnte.

### La Serena(9. bis 12. Februar 1995)
| Platz | Team                                 |
| ----- | ------------------------------------ |
| 1     | Sandra Pires / Jackie Silva          |
| 2     | Karolyn Kirby / Deb Richardson       |
| 3     | Barbra Fontana / Lori Forsythe       |
| 4     | Lisa Arce / Christine Podraza        |
| 5     | Gail Castro / Elaine Roque           |
| 5     | Nat Cook / Kerri Pottharst           |
| 7     | Liane Fenwick / Anita Spring         |
| 7     | Annamaria Solazzi / Consuelo Turetta |

Wie schon im Vorjahr, fanden auch 1995 die Chile Open am zweiten Februar-Wochenende statt. 30 Teams kämpften um die 50.000 US-Dollar Preisgeld. Die ersten Weltmeisterinnen und Olympiasiegerinnen Sandra Pires  und Jackie Silva gewannen ihr erstes FIVB Turnier vor drei US-amerikanischen Duos. Karolyn Kirby und Deb Richardson erkämpften die Silbermedaille, Bronze sicherten sich Barbra Fontana und Lori Forsythe vor Lisa Arce und Christine Podraza. Gemeinsam mit den australischen Olympiasiegerinnen des Jahres 2000 Natalie Cook und Kerri Pottharst, die zum ersten Mal auf der Tour gemeinsam antraten, erreichten die Siegerinnen von Puerto Rico Castro und Roque den fünften Platz. Siebte wurden Liane Fenwick und Anita Spring aus Australien sowie die besten Europäerinnen Annamaria Solazzi und Consuelo Turetta aus Italien.

### Rio de Janeiro(2. bis 5. März 1995)
| Platz | Team                                    |
| ----- | --------------------------------------- |
| 1     | Sandra Pires / Jackie Silva             |
| 2     | Mônica Rodrigues / Adriana Samuel Ramos |
| 3     | Karolyn Kirby / Deb Richardson          |
| 4     | Adriana Behar / Magda Lima              |
| 5     | Gail Castro / Elaine Roque              |
| 5     | Nat Cook / Kerri Pottharst              |
| 7     | Barbra Fontana / Lori Forsythe          |
| 7     | Roseli Timm / Isabel Salgado            |

An den Brazil Open 1995 nahmen 23 Paare teil. Das Preisgeld wurde gegenüber den vorigen Turnieren auf 100.000 US-Dollar verdoppelt. Wie schon in Chile, sicherten sich Sandra Pires und Jackie Silva auch beim Event in ihrem Heimatland die Goldmedaille vor ihren Landsfrauen Monica Rodrigues und Adriana Samuel. Die Bronzemedaille gewannen die US-Amerikanerinnen Karolyn Kirby und Deb Richardson vor dem dritten brasilianischen Duo Adriana Behar und Magda Lima. Natalie Cook und Kerri Pottharst belegten mit Gail Castro Kehl und Elaine Roque den geteilten fünften Platz. Siebte wurden gemeinsam Isabel/Roseli und Fontana/Forsythe. Die Deutschen Brigitte Lohse und Judith Kern erreichten bei ihrer ersten Tourteilnahme den geteilten neunten Platz und erhielten dafür noch 3125 US-Dollar. Die brasilianischen Siegerinnen Pires und Silva teilten sich 22.000 Dollar.

## Auszeichnungen
| FIVB Tour Champion | Mônica Rodrigues / Adriana Samuel Ramos |